# Thérèse Desqueyroux (film, 2012)
Pour les articles homonymes, voir Thérèse Desqueyroux (homonymie).
Pour plus de détails, voir Fiche technique et Distribution.
Thérèse Desqueyroux [teʁɛz deskeʁuː ] est un film français réalisé par Claude Miller avec Audrey Tautou et Gilles Lellouche. C'est une adaptation du roman de François Mauriac intitulé Thérèse Desqueyroux, paru en 1927. Le film est sorti en salles le 21 novembre 2012. Cette ultime réalisation de Claude Miller, mort en avril 2012, a fait la clôture du Festival de Cannes 2012.

## Synopsis
Dans le Sud-Ouest de la France, à la fin des années 1920. Thérèse Laroque a fait un mariage de convenance entre familles aisées, et a épousé Bernard Desqueyroux, bourgeois propriétaire terrien. Ils s'installent alors dans la propriété familiale située dans un vaste domaine des Landes s'étendant sur des hectares de pinèdes.
Bernard est un homme du terroir, passionné par la chasse, et qui défend avec conviction les traditions familiales. Cependant, Thérèse se trouve rapidement étouffée par la monotonie de sa vie maritale. Le désintérêt qu'elle affiche pour son mari et son ennui au quotidien semblent la pousser à rechercher un ailleurs, qu'elle ne parvient pourtant pas à définir elle-même, mais qui l'arracherait à sa vie terne. Son ressentiment augmentera encore lorsqu'Anne, son amie d'enfance, sa confidente, qui est aussi la sœur de son mari, découvre l'amour passionnel auprès de Jean Azevedo ; la famille d'Anne désapprouve cet amour naissant et lui interdit de le revoir, car elle veut la destiner à un autre homme, qui est un meilleur parti pour la famille. Cet amour simple, que vit son amie et qu'elle-même n'a jamais vécu auprès de son mari, suscite en elle un sentiment de jalousie au point d'inciter Jean Azevedo, avant qu'il ne parte pour Paris pour suivre des études, à écrire à Anne, pour lui annoncer la rupture et pour clarifier la situation, car lui-même n'éprouve pas d'amour pour Anne, mais veut vivre sa vie en y prenant du plaisir, en s'inspirant du livre Les Nourritures terrestres, dont il cite un passage à Thérèse, alors qu'elle-même se sent déjà enfermée dans une vie privée de toutes perspectives et aggravée par le fait qu'elle est enceinte, ce qui l'enferme un peu plus dans une vie toute tracée. La naissance de sa fille ne vient pas dissiper ce désarroi ; elle laisse sans remords Anne s'occuper de sa fille, lors de ces visites, car elle sent que sa propre fille se trouve mieux dans les bras de son amie que dans les siens, même si elle éprouve de l'amour pour sa fille.
Lorsque Bernard, qui a fait plusieurs malaises et à qui on a prescrit de l'arsenic, va physiquement de plus en plus mal, Thérèse saisit l'occasion qui s'offre à elle d'empoisonner son mari, mais commet une maladresse à la pharmacie en présentant des ordonnances falsifiées. Elle est découverte et, en plus d'être déshonorée par sa propre famille, elle l'est aussi par celle de son mari. Elle devra faire face à la justice pour cette tentative d'assassinat, puis à son mari et à sa belle-famille qui entendent sauvegarder les apparences auprès de la société provinciale. Ils vivront sous le même toit, mais Bernard se montrera froid envers elle, exigera le vouvoiement, lui interdira d'accéder à toutes les pièces de la maison, d'être libre d'aller où elle souhaite à l'extérieur, mais surtout, de voir sa fille, sous peine de la dénoncer à la justice pour tentative d'empoisonnement. Les seuls moments où ils seront vus ensemble, pour faire bonne figure, sont leur sortie à la messe et au marché. Ce traitement, en plus de la mort de sa tante qui prenait soin d'elle, la fait petit à petit dépérir, jusqu'à ce que Bernard, pris de pitié, lui rende sa liberté ; elle la reçoit comme une délivrance et Bernard l'autorise à partir pour Paris, où elle fuit cette vie bourgeoise et provinciale, qu'elle exécrait tant, et dont elle ne pouvait s'accommoder, tant son besoin de liberté était grand. Avant de partir, elle confie à Bernard, à demi-mot, les raisons qui l'ont poussée à vouloir l'empoisonner, à savoir, ce sentiment de malaise qu'elle ressentait depuis toujours, dans cette société, trop étroite pour elle.

## Fiche technique
- Réalisation : Claude Miller
- Scénario : Natalie Carter et Claude Miller, d'après le roman de François Mauriac
- Photographie : Gérard de Battista
- Effets numériques : Mikros Image
- Montage : Véronique Lange
- Costumes : Jacqueline Bouchard
- Musique : Mathieu Alvado
- Production : Yves Marmion
- Sociétés de production : Cofinova 7, Les Films du 24 et UGC YM
- Distribution : UGC
- Budget : 11 470 000 euros[3]
- Genre : drame
- Date de sortie :
  - France : 21 novembre 2012

## Distribution

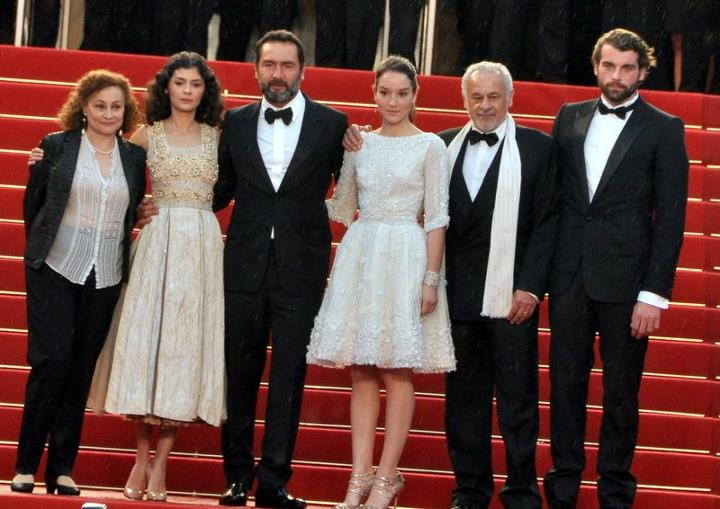
Les comédiens principaux du film au festival de Cannes 2012.

- Audrey Tautou : Thérèse Desqueyroux
- Gilles Lellouche : Bernard Desqueyroux
- Anaïs Demoustier : Anne
- Catherine Arditi : Mme de La Trave
- Isabelle Sadoyan : Tante Clara
- Stanley Weber : Jean Azevedo
- Francis Perrin : M. Larroque
- Yves Jacques : l'avocat de Thérèse Desqueyroux
- Alba Gaïa Bellugi: Thérèse Desqueyroux jeune
- Jean-Claude Calon : Monsieur de La Trave
- Max Morel : Balion
- Françoise Goubert : Balionte
- Matilda Marty-Giraut : Anne de La Trave à 15 ans
- Gérard Bayle : Pedemay
- Raymond Beyeler : un client de l'hôtel de Baden-Baden
- Docteur Lebeau : le ponte de Bordeaux
- Frédéric Kneip : le juge
- Jack Delbalat : le pharmacien Darquey
- Jérôme Thibault : Deguilhem
- Francis Ayliès : le prêtre

## Lieux de tournage
Des scènes du film Thérèse Desqueyroux ont été tournées dans le département de la Gironde sur les bords du lac d'Hourtin et de Carcans, à Belin-Béliet et à Bordeaux.

## Invraisemblances et erreurs chronologiques
À la fin du film, lorsque Thérèse et son mari sont à Paris à la terrasse d'un café, il y a un zoom sur un arrêt de bus marqué RATP, or la RATP n'a été créée qu'en 1948 tandis que l'action se passe bien des années avant dans le Paris des années vingt. C'est la STCRP qui à l'époque régissait le réseau des bus parisiens et c'est ce sigle qu'on aurait dû lire.